# Мак-Адам
Мак-Адам (англ. McAdam) — село в Канаді, у провінції Нью-Брансвік, у складі графства Йорк.

## Населення
За даними перепису 2016 року, село нараховувало 1151 особу, показавши скорочення на 10,4 %, проти 2011 року. Середня густина населення становила 80,6 особи/км².
З офіційних мов обидвома одночасно володіли 35 жителів, тільки англійською — 1085. Усього 5 осіб вважали рідною мовою не одну з офіційних.
Працездатне населення становило 45,8 % усього населення, рівень безробіття — 2,3 %.
Середній дохід на особу становив 33 787 $ (медіана 28 544 $), при цьому для чоловіків — 43 535 $, а для жінок 24 916 $ (медіани — 35 797 $ та 21 355 $ відповідно).
31,6 % мешканців мали закінчену шкільну освіту, не мали закінченої шкільної освіти — 25,8 %, 42,6 % мали післяшкільну освіту, з яких 11,1 % мали диплом бакалавра, або вищий.
| Статево-вікова структура населення | Статево-вікова структура населення | Статево-вікова структура населення | Статево-вікова структура населення | Статево-вікова структура населення |
| ---------------------------------- | ---------------------------------- | ---------------------------------- | ---------------------------------- | ---------------------------------- |
|                                    |                                    |                                    |                                    |                                    |
| Всього                             | Всього                             | 48,1 %51,9 %                       |                                    |                                    |
| 0—14 років                         | 0—14 років                         |                                    | 13,9 %                             | 13,9 %                             |
| 15—64 років                        | 15—64 років                        |                                    | 61,3 %                             | 61,3 %                             |
| 65 і більше                        | 65 і більше                        |                                    | 24,8 %                             | 24,8 %                             |
| 85 і більше                        | 85 і більше                        |                                    | 5,2 %                              | 5,2 %                              |
| Середній вік (років)               | Середній вік (років)               | 46,648,1                           | 47,4                               | 47,4                               |
| Медіана (років)                    | Медіана (років)                    | 51,852,8                           | 52,3                               | 52,3                               |
| — чоловіки — жінки                 |                                    |                                    |                                    |                                    |

| Походження мешканців:     | Походження мешканців:     | Походження мешканців: | Походження мешканців: | Походження мешканців: |
| ------------------------- | ------------------------- | --------------------- | --------------------- | --------------------- |
| Походження                |                           |                       | осіб                  | %                     |
| Корінні американці        | Корінні американці        |                       | 25                    | 2,23%                 |
| Інше північноамериканське | Інше північноамериканське |                       | 760                   | 67,86%                |
| Європейське               | Європейське               |                       | 605                   | 54,02%                |
| британське                | британське                |                       | 530                   | 47,32%                |
| французьке                | французьке                |                       | 120                   | 10,71%                |

## Клімат
Середня річна температура становить 5,2 °C, середня максимальна — 23,8 °C, а середня мінімальна — −16,6 °C. Середня річна кількість опадів — 1135 мм.
| Клімат поселення                              | Клімат поселення | Клімат поселення | Клімат поселення | Клімат поселення | Клімат поселення | Клімат поселення | Клімат поселення | Клімат поселення | Клімат поселення | Клімат поселення | Клімат поселення | Клімат поселення | Клімат поселення |
| Показник                                      | Січ.             | Лют.             | Бер.             | Квіт.            | Трав.            | Черв.            | Лип.             | Серп.            | Вер.             | Жовт.            | Лист.            | Груд.            |                  |
| Середній максимум, °C                         | −3,48            | −1,94            | 3,60             | 10,52            | 17,25            | 22,42            | 23,81            | 22,99            | 17,78            | 11,70            | 5,67             | −1,75            |                  |
| Середня температура, °C                       | −10,04           | −8,49            | −2,95            | 3,97             | 10,70            | 15,86            | 19,30            | 18,49            | 13,28            | 7,21             | 1,16             | −6,24            |                  |
| Середній мінімум, °C                          | −16,6            | −15,05           | −9,49            | −2,58            | 4,15             | 9,30             | 14,82            | 13,98            | 8,78             | 2,71             | −3,35            | −10,74           |                  |
| Норма опадів, мм                              | 99               | 68               | 90               | 92               | 104              | 91               | 98               | 90               | 93               | 96               | 112              | 102              |                  |
| Середньомісячна швидкість вітру, м/с          | 3.81             | 3.91             | 4.10             | 3.90             | 3.55             | 3.14             | 2.80             | 2.64             | 3.00             | 3.34             | 3.65             | 3.79             |                  |
| Середньомісячна сонячна радіація, кДж/м²·день | 5291             | 8502             | 12204            | 15528            | 18288            | 20346            | 19846            | 17723            | 13228            | 8477             | 5089             | 4198             |                  |
| --------------------------------------------- | ---------------- | ---------------- | ---------------- | ---------------- | ---------------- | ---------------- | ---------------- | ---------------- | ---------------- | ---------------- | ---------------- | ---------------- | ---------------- |
| Джерело:                                      |                  |                  |                  |                  |                  |                  |                  |                  |                  |                  |                  |                  |                  |